# Безано
Беза̀но (на италиански: Besano; на ломбардски: Besàn, Безан) е село и община в Северна Италия, провинция Варезе, регион Ломбардия. Разположено е на 350 m надморска височина. Населението на общината е 2581 души (към 2017 г.).